# The Butterfly Effect (album)
The Butterfly Effect est le quatrième album du groupe Moonspell sorti en 1999.

## Liste des chansons
1. Soulsick - 4:16
2. The Butterfly Fx - 3:52
3. Can't Bee - 5:12
4. Lustmord - 3:45
5. Selfabuse - 4:17
6. I Am The Eternal Spectator - 3:32
7. Solitary Vice - 3:28
8. Disappear Here - 3:34
9. Adaptables - 3:02
10. Angelizer - 4:30
11. Tired - 5:24
12. KO Mal De Cristo - 12:38